# Terres de bodhisattva
Pour les articles homonymes, voir Bhumi.

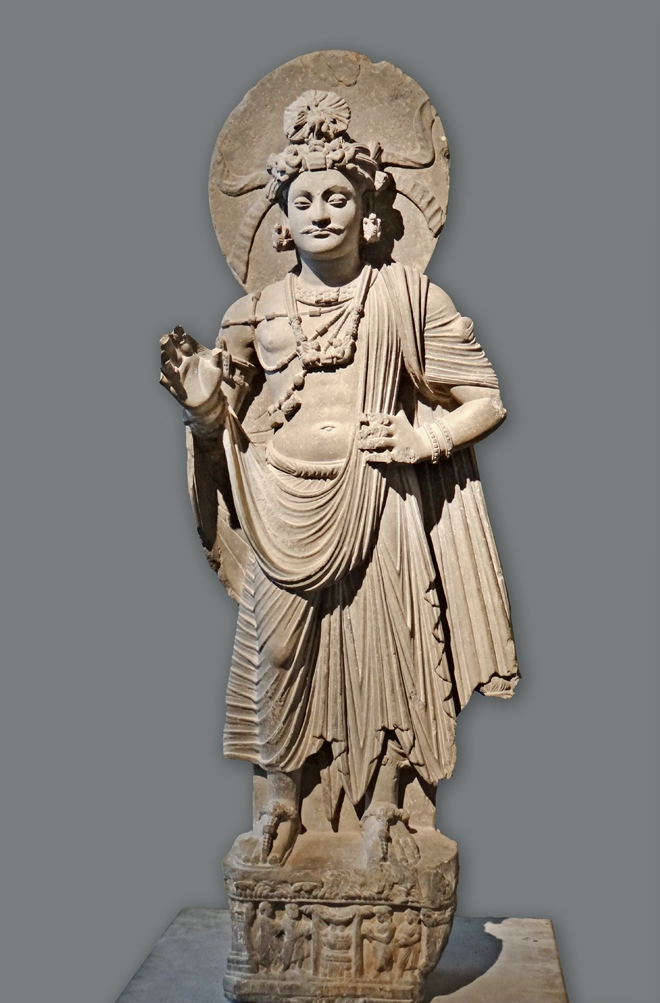
Bodhisattva debout Ier-IIIe siècle, Pakistan région du Gandhara monastère de Shahbaz-Garhi, musée Guimet

Les terres de bodhisattva ou boumis (bhūmi), terme du bouddhisme, correspondent à dix étapes que les bodhisattvas doivent passer sur le chemin de l'éveil. Elles sont décrites dans le Daśabhūmikasūtra.

## Les dix terres
La première terre de bodhisattva correspond à ce que l'on nomme généralement la réalisation spirituelle. Toute personne atteignant le premier bhūmi échappe à la roue du samsara (Saṃsāra) et n'est plus, par conséquent, obligée de se réincarner. Néanmoins, en tant que bodhisattva, elle reste active dans le saṃsāra pour aider les êtres à atteindre l'éveil, et choisit ses réincarnations–transmigrations à son gré. 
La dixième terre de bodhisattva correspond à ce que l'on nomme généralement l'éveil, où le bodhisattva atteint alors l'état d'un bouddha.
Les dix terres (daśabhūmi) sont mentionnés dans un certain nombre de textes du Canon, principalement dans le Soutra des dix terres (Daśabhūmikasūtra), partie du Soutra de l’ornementation fleurie (Avatamsaka Sutra).
Les noms des dix terres sont les suivants :
1. La joie parfaite, skt. Pramuditā-bhūmi, ch. jíxǐdì 極喜地; Tib. rabtu gawa; Wyl. rab tu dga’ ba
2. Sans tache, skt. Vimalā-bhūmi, ch. lígòudì 離垢地; Tib. drima mepa; Wyl. dri ma med pa
3. Ce qui illumine, skt. Prabhākarī-bhūmi, ch. fāguāngdì 發光地; Tib. ö jepa; Wyl. ‘od byed pa
4. Ce qui irradie, skt. Arciṣmatī-bhūmi, ch. yánhuìdì 焰慧地; Tib. ö tro chen; Wyl. ‘od ‘phro can
5. Difficile à maîtriser, skt. Sudurjayā-bhūmi, ch. nánshèngdì 難勝地; Tib. shintu jankawa; Wyl. shin tu sbyang dka’ ba
6. Ce qui devient manifeste, skt. Abhimukhī-bhūmi, ch. xiànqiándì 現前地; Tib. ngöntu gyurpa; Wyl. mngon du gyur ba
7. Ce qui est allé très loin, skt. Dūraṃgamā-bhūmi, ch. yuǎnxíngdì 遠行地; Tib. ringtu songwa; Wyl. ring du song ba
8. Inébranlable, skt. Acalā-bhūmi, ch. búdòngdì 不動地; Tib. miyowa; Wyl. mi g.yo ba
9. Intelligence excellente, skt. Sādhumatī-bhūmi, ch. shànhuìdì 善慧地; Tib. lekpé lodrö; Wyl. legs pa’i blo gros
10. Le nuage du dharma, skt. Dharmameghā-bhūmi, ch. fǎyúndì 法雲地 ; Tib. chökyi trin; Wyl. chos kyi sprin